# Quartier du Gros-Caillou

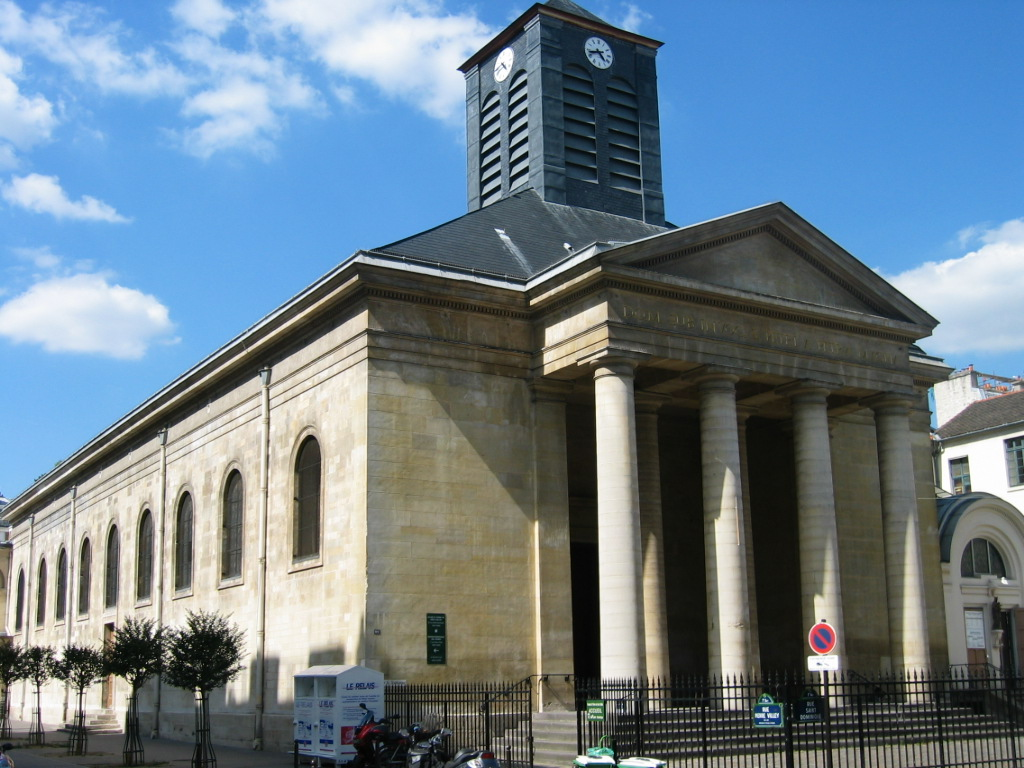
kostel Saint-Pierre-du-Gros-Caillou

Quartier du Gros-Caillou (čtvrť Gros Caillou) je 28. administrativní čtvrť v Paříži, která je součástí 7. městského obvodu. Má rozlohu 138,2 ha, ovšem značnou část plochy zabírá park Champ-de-Mars, kde stojí Eiffelova věž, a kde se také poblíž nachází budova Velvyslanectví ČR na Avenue Charles Floquet č. 15. Čtvrť vymezuje na severu a severozápadě řeka Seina, na jihozápadě Avenue de Suffren, na jihu náměstí Place Joffre a Avenue de Tourville a na východě Boulevard de la Tour-Maubourg.
Čtvrť byla pojmenována podle kostela Saint-Pierre-du-Gros-Caillou v ulici Rue Saint-Dominique.

## Vývoj počtu obyvatel
| Rok sčítání | Počet obyvatel | Hustota zalidnění (ob./km²) |
| ----------- | -------------- | --------------------------- |
| 1954        | 45 950         | 33 249                      |
| 1962        | 43 413         | 31 413                      |
| 1968        | 37 928         | 27 444                      |
| 1975        | 32 505         | 23 520                      |
| 1982        | 29 932         | 21 658                      |
| 1990        | 27 992         | 20 255                      |
| 1999        | 25 156         | 18 203                      |